# Coupe du monde de gymnastique artistique
La Coupe du monde de gymnastique artistique est une compétition internationale de gymnastique artistique organisée par la Fédération internationale de gymnastique se tenant annuellement depuis 1975.

## Histoire
La première Coupe du monde de gymnastique organisée par la Fédération internationale de gymnastique (FIG) réunit fin 1975 les douze meilleurs gymnastes masculins et féminins.
Lors du conseil de la FIG au Cap (Afrique du Sud) de mai 2008, les membres ont décidé de ne plus poursuivre les finales des coupes du monde et ceci pour toutes les disciplines de gymnastique et dès janvier 2009[réf. nécessaire].

## Liste des finales
Le format varie très régulièrement
De 1975 à 1990, il s'agissait de finales en concours général, puis, de 1998 à 2008, des finales par appareil. Depuis 2009, il n'y a plus de finale mais plusieurs étapes.
| Année | Séries | Finale  | Finale     |
| Année | Séries | Édition | Lieu       |
| ----- | ------ | ------- | ---------- |
| 1975  |        | I       | Londres    |
| 1977  |        | II      | Oviedo     |
| 1978  |        | III     | São Paulo  |
| 1979  |        | IV      | Tokyo      |
| 1980  |        | V       | Toronto    |
| 1982  |        | VI      | Zagreb     |
| 1986  |        | VII     | Pékin      |
| 1990  |        | VIII    | Bruxelles  |
| 1998  |        | IX      | Sabae      |
| 2000  |        | X       | Glasgow    |
| 2002  |        | XI      | Stuttgart  |
| 2004  |        | XII     | Birmingham |
| 2006  |        | XIII    | São Paulo  |
| 2008  |        | XIV     | Madrid     |
| 2011  |        | -       | -          |
| 2012  |        | -       | -          |
| 2013  |        | -       | -          |
| 2014  |        | -       | -          |
| 2015  |        | -       | -          |
| 2016  |        | -       | -          |
| 2017  |        | -       | -          |
| 2018  |        | -       | -          |
| 2019  |        | -       | -          |
| 2020  |        | -       | -          |
| 2021  |        | -       | -          |
| 2022  |        | -       | -          |
| 2023  |        | -       | -          |